# Superliga Brasileira de Voleibol Masculino de 2021 - Série C
A Superliga Brasileira de Voleibol Masculino de 2021 - Série C foi a quarta edição desta competição organizada pela Confederação Brasileira de Voleibol. Trata-se da terceira divisão do Campeonato Brasileiro de Voleibol Masculino, a principal competição entre clubes de voleibol masculino do Brasil. A Superliga C substituiu a extinta Taça Prata.

## Regulamento
A Superliga Série C de 2021 contou com a presença de 29 equipes distribuídas em 5 sedes. Sedes com até 5 equipes jogaram entre si, em turno único em sistema de pontos corridos. Sedes com mais de 6 equipes foram divididas em dois grupos, com os dois melhores avançando a semifinal e final.
As equipes campeãs em cada sede na Superliga Série C de 2021 obtiveram o direito à habilitação para a Superliga Série B de 2022, desde que cumpram as exigências constantes no regulamento da competição. Toda a competição seguiu os procotolos necessários de segurança de saúde contra a Pandemia da COVID-19.
As equipes do Praia Clube/Sada/Uberlândia, Rede CUCA, Suzano Vôlei, Minas Náutico e APROV/Chapecó conquistaram os seus grupos, como não há disputa direta entre elas, as equipes são consideradas campeãs da edição.

### Critérios de classificação nos grupos
1. Número de vitórias;
2. Pontos;
3. Razão de sets;
4. Razão de pontos;
5. Resultado da última partida entre os times empatados.

- Placar de 3–0 ou 3–1: 3 pontos para o vencedor, nenhum para o perdedor;
- Placar de 3–2: 2 pontos para o vencedor, 1 para o perdedor.
- Em caso de desistência de uma equipe durante a competição, ela será declarada perdedora pela contagem de 3 x 0 (25x00, 25x00, 25x00) em todos os jogos previstos para sua equipe na tabela, para fins de classificação.

## Locais das partidas
| Campo Grande      | Fortaleza         | Suzano            | Teófilo Otoni         | Timbó                  |
| ----------------- | ----------------- | ----------------- | --------------------- | ---------------------- |
| Ginásio Mace      | Ginásio Rede Cuca | Arena Suzano      | Ginásio Teófilo Otoni | Ginásio da A.A. Metisa |
| Capacidade: 4.000 | Capacidade: 2.500 | Capacidade: 4.000 | Capacidade: 500       | Capacidade: 700        |

## Equipes participantes
Segue abaixo a lista das equipes participantes da Superliga Série C de 2021.
| Sede                      | Grupo                       | Equipe                    | Cidade               | Temporada 2020 |
| ------------------------- | --------------------------- | ------------------------- | -------------------- | -------------- |
| Campo Grande (MS)         |                             |                           |                      |                |
| –                         | Copagaz/Campo Grande        | Campo Grande              | Estreante            |                |
| –                         | Neurologia Ativa            | Goiânia                   | 3º na Sede Goiânia   |                |
| –                         | Uberlândia Vôlei/Praia/Sada | Uberlândia                | 3º na Sede Araçatuba |                |
| –                         | Cidade Viva Vôlei           | Lucas do Rio Verde        | Não disputou         |                |
| –                         | Vôlei Frutal                | Frutal                    | 6º na Sede Araçatuba |                |
| Fortaleza (CE)            |                             |                           |                      |                |
| –                         | Clube Campestre/Maximus     | Campina Grande            | Estreante            |                |
| –                         | Desportivo Rio Grande       | Parnamirim                | 6º na Sede Natal     |                |
| –                         | Rede CUCA                   | Fortaleza                 | Estreante            |                |
| –                         | Santa Cruz Vôlei            | Recife                    | 5º na Sede Natal     |                |
| –                         | UNIFOR                      | Fortaleza                 | Estreante            |                |
| Suzano (SP)               |                             |                           |                      |                |
| A                         |                             |                           |                      |                |
| Santos Vôlei/Praia Grande | Praia Grande                | 2º na Sede Araçatuba      |                      |                |
| Suzano Vôlei              | Suzano                      | Estreante                 |                      |                |
| UniSantanna/Diadema       | Diadema                     | Estreante                 |                      |                |
| B                         |                             |                           |                      |                |
| Iacanga/RH Fitness        | Iacanga                     | 5º na Sede Araçatuba      |                      |                |
| SESI Osasco               | Osasco                      | Estreante                 |                      |                |
| Super Vôlei Santo André   | Santo André                 | Estreante                 |                      |                |
| Teófilo Otoni (MG)        |                             |                           |                      |                |
| A                         |                             |                           |                      |                |
| América/Teófilo Otoni     | Teófilo Otoni               | Estreante                 |                      |                |
| FUNEL/Uberaba             | Uberaba                     | Estreante                 |                      |                |
| USIPA/Usiminas            | Ipatinga                    | Estreante                 |                      |                |
| UV/Cedesbra               | Uberlândia                  | Estreante                 |                      |                |
| B                         |                             |                           |                      |                |
| Acesita Vôlei             | Timóteo                     | 4º na Sede Rio de Janeiro |                      |                |
| Minas Náutico             | Belo Horizonte              | Estreante                 |                      |                |
| Nova Geração/Pouso Alegre | Pouso Alegre                | Estreante                 |                      |                |
| Timbó (SC)                |                             |                           |                      |                |
| A                         |                             |                           |                      |                |
| AA Metisa/Timbó Vôlei     | Timbó                       | Estreante                 |                      |                |
| APAV/Canoas               | Canoas                      | Estreante                 |                      |                |
| Atiradores/Itajaí/FMEL    | Itajaí                      | Estreante                 |                      |                |
| B                         |                             |                           |                      |                |
| ADC Terra Firme/São José  | São José                    | 4º na Sede Joinville      |                      |                |
| APROV/Chapecó             | Chapecó                     | 3º na Sede Joinville      |                      |                |
| AVP/Palmas                | Palmas                      | Estreante                 |                      |                |

## Resultados

### Critérios de desempate
O critério de desempate, entre duas ou mais equipes, obedecerá aos seguintes critérios pela ordem.
- Número de Vitórias;
- Sets average;
- Pontos average;
- Confronto direto (caso haja empate entre duas equipes).
- Sorteio (cujas normas de realização serão definidas pela CBV).

|  | Classificado à Superliga B de 2022 |
|  | Classificado para as semifinais    |

### Sede Campo Grande
|     |                             |     | Jogos | Jogos | Jogos | Resultados | Resultados | Resultados | Resultados | Resultados | Resultados | Sets | Sets | Sets  | Pontos | Pontos | Pontos |
| Pos | Equipe                      | Pts | T     | V     | D     | 3–0        | 3–1        | 3–2        | 2–3        | 1–3        | 0–3        | V    | P    | R     | V      | P      | R      |
| --- | --------------------------- | --- | ----- | ----- | ----- | ---------- | ---------- | ---------- | ---------- | ---------- | ---------- | ---- | ---- | ----- | ------ | ------ | ------ |
| 1   | Uberlândia Vôlei/Praia/Sada | 10  | 4     | 4     | 0     | 2          | 0          | 2          | 0          | 0          | 0          | 12   | 4    | 3,000 | 369    | 306    | 1.206  |
| 2   | Neurologia Ativa            | 9   | 4     | 3     | 1     | 1          | 1          | 1          | 1          | 0          | 0          | 11   | 6    | 1.833 | 385    | 359    | 1.072  |
| 3   | Copagaz/Campo Grande        | 7   | 4     | 2     | 2     | 1          | 0          | 1          | 2          | 0          | 0          | 10   | 8    | 1.250 | 390    | 383    | 1.018  |
| 4   | Cidade Viva Vôlei           | 3   | 4     | 1     | 3     | 0          | 0          | 1          | 1          | 0          | 2          | 5    | 11   | 0.455 | 328    | 371    | 0.884  |
| 5   | Vôlei Frutal                | 1   | 4     | 0     | 4     | 0          | 0          | 0          | 1          | 1          | 2          | 3    | 12   | 0.250 | 308    | 361    | 0.853  |

| Data   | Hora  |                             | Placar |                             | Set 1 | Set 2 | Set 3 | Set 4 | Set 5 | Total   | Relatório |
| ------ | ----- | --------------------------- | ------ | --------------------------- | ----- | ----- | ----- | ----- | ----- | ------- | --------- |
| 03 nov | 18:00 | Neurologia Ativa            | 3–0    | Cidade Viva Vôlei           | 25–20 | 25–19 | 25–21 |       |       | 75–60   |           |
| 03 nov | 20:00 | Copagaz/Campo Grande        | 3–0    | Vôlei Frutal                | 25–20 | 25–16 | 25–20 |       |       | 75–56   |           |
| 04 nov | 18:00 | Uberlândia Vôlei/Praia/Sada | 3–0    | Vôlei Frutal                | 25–18 | 25–14 | 25–21 |       |       | 75–53   |           |
| 04 nov | 20:00 | Copagaz/Campo Grande        | 3–2    | Cidade Viva Vôlei           | 20–25 | 25–17 | 25–27 | 26–24 | 15–13 | 111–106 |           |
| 05 nov | 18:00 | Cidade Viva Vôlei           | 3–2    | Vôlei Frutal                | 22–25 | 25–21 | 30–28 | 18–25 | 15–11 | 110–110 |           |
| 05 nov | 20:00 | Uberlândia Vôlei/Praia/Sada | 3–2    | Neurologia Ativa            | 22–25 | 25–15 | 22–25 | 25–20 | 15–13 | 109–98  |           |
| 06 nov | 18:00 | Neurologia Ativa            | 3–1    | Vôlei Frutal                | 26–28 | 25–21 | 25–19 | 25–21 |       | 101–89  |           |
| 06 nov | 20:00 | Copagaz/Campo Grande        | 2–3    | Uberlândia Vôlei/Praia/Sada | 21–25 | 25–20 | 27–25 | 19–25 | 11–15 | 103–110 |           |
| 07 nov | 18:00 | Uberlândia Vôlei/Praia/Sada | 3–0    | Cidade Viva Vôlei           | 25–14 | 25–19 | 25–19 |       |       | 75–52   |           |
| 07 nov | 20:00 | Copagaz/Campo Grande        | 2–3    | Neurologia Ativa            | 27–25 | 17–25 | 24–26 | 25–20 | 8–15  | 101–111 |           |

### Sede Fortaleza
|     |                       |     | Jogos | Jogos | Jogos | Resultados | Resultados | Resultados | Resultados | Resultados | Resultados | Sets | Sets | Sets  | Pontos | Pontos | Pontos |
| Pos | Equipe                | Pts | T     | V     | D     | 3–0        | 3–1        | 3–2        | 2–3        | 1–3        | 0–3        | V    | P    | R     | V      | P      | R      |
| --- | --------------------- | --- | ----- | ----- | ----- | ---------- | ---------- | ---------- | ---------- | ---------- | ---------- | ---- | ---- | ----- | ------ | ------ | ------ |
| 1   | Rede CUCA             | 11  | 4     | 4     | 0     | 2          | 1          | 1          | 0          | 0          | 0          | 12   | 3    | 4,000 | 354    | 274    | 1.292  |
| 2   | Campestre/Maximus     | 9   | 4     | 3     | 1     | 1          | 2          | 0          | 0          | 0          | 1          | 9    | 5    | 1.800 | 323    | 304    | 1.063  |
| 3   | Desportivo Rio Grande | 5   | 4     | 2     | 2     | 1          | 0          | 1          | 0          | 2          | 0          | 8    | 8    | 1,000 | 345    | 329    | 1.049  |
| 4   | UNIFOR                | 4   | 4     | 1     | 3     | 1          | 0          | 0          | 1          | 1          | 1          | 6    | 9    | 0.667 | 322    | 332    | 0.970  |
| 5   | Santa Cruz Vôlei      | 1   | 4     | 0     | 4     | 0          | 0          | 0          | 1          | 0          | 3          | 2    | 12   | 0.167 | 227    | 332    | 0.684  |

| Data   | Hora  |                       | Placar |                       | Set 1 | Set 2 | Set 3 | Set 4 | Set 5 | Total  | Relatório |
| ------ | ----- | --------------------- | ------ | --------------------- | ----- | ----- | ----- | ----- | ----- | ------ | --------- |
| 02 nov | 18:00 | Desportivo Rio Grande | 1–3    | Campestre/Maximus     | 22–25 | 23–25 | 25–13 | 20–25 |       | 90–88  |           |
| 02 nov | 20:00 | Rede CUCA             | 3–0    | UNIFOR                | 25–13 | 25–19 | 25–21 |       |       | 75–53  |           |
| 03 nov | 18:00 | Campestre/Maximus     | 3–0    | Santa Cruz Vôlei      | 25–18 | 25–13 | 25–13 |       |       | 75–44  |           |
| 03 nov | 20:00 | Rede CUCA             | 3–1    | Desportivo Rio Grande | 25–15 | 25–16 | 22–25 | 25–20 |       | 97–76  |           |
| 04 nov | 18:00 | Campestre/Maximus     | 3–1    | UNIFOR                | 27–25 | 29–27 | 22–25 | 25–18 |       | 103–95 |           |
| 04 nov | 20:00 | Santa Cruz Vôlei      | 0–3    | Desportivo Rio Grande | 15–25 | 18–25 | 12–25 |       |       | 45–75  |           |
| 05 nov | 18:00 | UNIFOR                | 3–0    | Santa Cruz Vôlei      | 25–15 | 25–17 | 25–18 |       |       | 75–50  |           |
| 05 nov | 20:00 | Rede CUCA             | 3–0    | Campestre/Maximus     | 25–17 | 25–21 | 25–19 |       |       | 75–57  |           |
| 06 nov | 18:00 | Desportivo Rio Grande | 3–2    | UNIFOR                | 20–25 | 19–25 | 25–17 | 25–23 | 15–9  | 104–99 |           |
| 06 nov | 20:00 | Rede CUCA             | 3–2    | Santa Cruz Vôlei      | 25–11 | 20–25 | 25–18 | 22–25 | 15–9  | 107–88 |           |

### Sede Suzano
Grupo A
|     |                     |     | Jogos | Jogos | Jogos | Resultados | Resultados | Resultados | Resultados | Resultados | Resultados | Sets | Sets | Sets  | Pontos | Pontos | Pontos |
| Pos | Equipe              | Pts | T     | V     | D     | 3–0        | 3–1        | 3–2        | 2–3        | 1–3        | 0–3        | V    | P    | R     | V      | P      | R      |
| --- | ------------------- | --- | ----- | ----- | ----- | ---------- | ---------- | ---------- | ---------- | ---------- | ---------- | ---- | ---- | ----- | ------ | ------ | ------ |
| 1   | Suzano Vôlei        | 6   | 2     | 2     | 0     | 1          | 1          | 0          | 0          | 0          | 0          | 6    | 1    | 6,000 | 172    | 123    | 1.398  |
| 2   | Iacanga/RH Fitness  | 3   | 2     | 1     | 1     | 1          | 0          | 0          | 0          | 1          | 0          | 4    | 3    | 1.333 | 158    | 97     | 1.629  |
| 3   | UniSantanna/Diadema | 0   | 2     | 0     | 2     | 0          | 0          | 0          | 0          | 0          | 2          | 0    | 6    | 0,000 | 40     | 150    | 0.267  |

| Data   | Hora  |                    | Placar |                     | Set 1 | Set 2 | Set 3 | Set 4 | Set 5 | Total | Relatório |
| ------ | ----- | ------------------ | ------ | ------------------- | ----- | ----- | ----- | ----- | ----- | ----- | --------- |
| 03 nov | 19:00 | Suzano Vôlei       | 3–1    | Iacanga/RH Fitness  | 25–23 | 22–25 | 25–13 | 25–22 |       | 97–83 |           |
| 04 nov | 19:00 | Iacanga/RH Fitness | 3–0    | UniSantanna/Diadema | 25–0  | 25–0  | 25–0  |       |       | 75–0  |           |
| 05 nov | 19:00 | Suzano Vôlei       | 3–0    | UniSantanna/Diadema | 25–15 | 25–11 | 25–14 |       |       | 75–40 |           |

Grupo B
|     |                           |     | Jogos | Jogos | Jogos | Resultados | Resultados | Resultados | Resultados | Resultados | Resultados | Sets | Sets | Sets  | Pontos | Pontos | Pontos |
| Pos | Equipe                    | Pts | T     | V     | D     | 3–0        | 3–1        | 3–2        | 2–3        | 1–3        | 0–3        | V    | P    | R     | V      | P      | R      |
| --- | ------------------------- | --- | ----- | ----- | ----- | ---------- | ---------- | ---------- | ---------- | ---------- | ---------- | ---- | ---- | ----- | ------ | ------ | ------ |
| 1   | Super Vôlei Santo André   | 5   | 2     | 2     | 0     | 0          | 1          | 1          | 0          | 0          | 0          | 6    | 3    | 2,000 | 210    | 174    | 1.207  |
| 2   | SESI Osasco               | 4   | 2     | 1     | 1     | 1          | 0          | 0          | 1          | 0          | 0          | 5    | 3    | 1.667 | 182    | 179    | 1.017  |
| 3   | Santos Vôlei/Praia Grande | 0   | 2     | 0     | 2     | 0          | 0          | 0          | 0          | 1          | 1          | 1    | 6    | 0.167 | 132    | 171    | 0.772  |

| Data   | Hora  |                           | Placar |                           | Set 1 | Set 2 | Set 3 | Set 4 | Set 5 | Total   | Relatório |
| ------ | ----- | ------------------------- | ------ | ------------------------- | ----- | ----- | ----- | ----- | ----- | ------- | --------- |
| 03 nov | 17:00 | Super Vôlei Santo André   | 3–1    | Santos Vôlei/Praia Grande | 21–25 | 25–15 | 25–10 | 25–17 |       | 96–67   |           |
| 04 nov | 17:00 | Santos Vôlei/Praia Grande | 0–3    | SESI Osasco               | 23–25 | 20–25 | 22–25 |       |       | 65–75   |           |
| 05 nov | 17:00 | Super Vôlei Santo André   | 3–2    | SESI Osasco               | 25–27 | 25–17 | 27–25 | 22–25 | 15–13 | 114–107 |           |

#### Semifinal
| Data   | Hora  |                         | Placar |                    | Set 1 | Set 2 | Set 3 | Set 4 | Set 5 | Total | Relatório |
| ------ | ----- | ----------------------- | ------ | ------------------ | ----- | ----- | ----- | ----- | ----- | ----- | --------- |
| 06 nov | 17:00 | Suzano Vôlei            | 3–0    | SESI Osasco        | 25–18 | 25–22 | 25–20 |       |       | 75–60 |           |
| 06 nov | 19:00 | Super Vôlei Santo André | 3–1    | Iacanga/RH Fitness | 21–25 | 25–15 | 25–10 | 25–17 |       | 96–67 |           |

#### Final
| Data   | Hora  |              | Placar |                         | Set 1 | Set 2 | Set 3 | Set 4 | Set 5 | Total | Relatório |
| ------ | ----- | ------------ | ------ | ----------------------- | ----- | ----- | ----- | ----- | ----- | ----- | --------- |
| 07 nov | 17:00 | Suzano Vôlei | 3–1    | Super Vôlei Santo André | 20–25 | 25–23 | 25–22 | 25–19 |       | 95–89 |           |

### Sede Teófilo Otoni
Grupo A
|     |                       |     | Jogos | Jogos | Jogos | Resultados | Resultados | Resultados | Resultados | Resultados | Resultados | Sets | Sets | Sets  | Pontos | Pontos | Pontos |
| Pos | Equipe                | Pts | T     | V     | D     | 3–0        | 3–1        | 3–2        | 2–3        | 1–3        | 0–3        | V    | P    | R     | V      | P      | R      |
| --- | --------------------- | --- | ----- | ----- | ----- | ---------- | ---------- | ---------- | ---------- | ---------- | ---------- | ---- | ---- | ----- | ------ | ------ | ------ |
| 1   | América/Teófilo Otoni | 9   | 3     | 3     | 0     | 3          | 0          | 0          | 0          | 0          | 0          | 9    | 0    | MAX   | 227    | 171    | 1.327  |
| 2   | Cedesbra/UV           | 6   | 3     | 2     | 1     | 1          | 1          | 0          | 0          | 0          | 1          | 6    | 4    | 1.500 | 228    | 201    | 1.134  |
| 3   | USIPA/Usiminas        | 3   | 3     | 1     | 2     | 0          | 1          | 0          | 0          | 0          | 2          | 3    | 7    | 0.429 | 210    | 238    | 0.882  |
| 4   | FUNEL/Uberaba         | 0   | 3     | 0     | 3     | 0          | 0          | 0          | 0          | 2          | 1          | 2    | 9    | 0.222 | 213    | 268    | 0.795  |

| Data   | Hora  |                       | Placar |                | Set 1 | Set 2 | Set 3 | Set 4 | Set 5 | Total | Relatório |
| ------ | ----- | --------------------- | ------ | -------------- | ----- | ----- | ----- | ----- | ----- | ----- | --------- |
| 02 nov | 17:00 | USIPA/Usiminas        | 0–3    | Cedesbra/UV    | 19–25 | 20–25 | 14–25 |       |       | 53–75 |           |
| 02 nov | 19:00 | América/Teófilo Otoni | 3–0    | FUNEL/Uberaba  | 25–20 | 25–17 | 25–17 |       |       | 75–54 |           |
| 03 nov | 17:00 | FUNEL/Uberaba         | 1–3    | Cedesbra/UV    | 25–21 | 18–25 | 11–25 | 19–25 |       | 73–96 |           |
| 03 nov | 19:00 | América/Teófilo Otoni | 3–0    | USIPA/Usiminas | 27–25 | 25–13 | 25–22 |       |       | 77–60 |           |
| 04 nov | 17:00 | FUNEL/Uberaba         | 1–3    | USIPA/Usiminas | 18–25 | 25–22 | 20–25 | 23–25 |       | 86–97 |           |
| 04 nov | 19:00 | América/Teófilo Otoni | 3–0    | Cedesbra/UV    | 25–22 | 25–22 | 25–13 |       |       | 75–57 |           |

Grupo B
|     |                           |     | Jogos | Jogos | Jogos | Resultados | Resultados | Resultados | Resultados | Resultados | Resultados | Sets | Sets | Sets  | Pontos | Pontos | Pontos |
| Pos | Equipe                    | Pts | T     | V     | D     | 3–0        | 3–1        | 3–2        | 2–3        | 1–3        | 0–3        | V    | P    | R     | V      | P      | R      |
| --- | ------------------------- | --- | ----- | ----- | ----- | ---------- | ---------- | ---------- | ---------- | ---------- | ---------- | ---- | ---- | ----- | ------ | ------ | ------ |
| 1   | Minas Náutico             | 6   | 2     | 2     | 0     | 2          | 0          | 0          | 0          | 0          | 0          | 6    | 0    | MAX   | 150    | 107    | 1.402  |
| 2   | Nova Geração/Pouso Alegre | 3   | 3     | 1     | 2     | 1          | 0          | 0          | 0          | 0          | 2          | 3    | 6    | 0.500 | 129    | 141    | 0.915  |
| 3   | Acesita Vôlei             | 0   | 2     | 0     | 2     | 0          | 0          | 0          | 0          | 0          | 2          | 0    | 6    | 0,000 | 119    | 150    | 0.793  |

| Data   | Hora  |                           | Placar |                           | Set 1 | Set 2 | Set 3 | Set 4 | Set 5 | Total | Relatório |
| ------ | ----- | ------------------------- | ------ | ------------------------- | ----- | ----- | ----- | ----- | ----- | ----- | --------- |
| 02 nov | 15:00 | Minas Náutico             | 3–0    | Nova Geração/Pouso Alegre | 25–21 | 25–23 | 25–10 |       |       | 75–54 |           |
| 03 nov | 15:00 | Nova Geração/Pouso Alegre | 3–0    | Acesita Vôlei             | 25–23 | 25–20 | 25–23 |       |       | 75–66 |           |
| 04 nov | 15:00 | Minas Náutico             | 3–0    | Acesita Vôlei             | 25–16 | 25–17 | 25–20 |       |       | 75–53 |           |

#### Semifinal
| Data   | Hora  |                       | Placar |                           | Set 1 | Set 2 | Set 3 | Set 4 | Set 5 | Total | Relatório |
| ------ | ----- | --------------------- | ------ | ------------------------- | ----- | ----- | ----- | ----- | ----- | ----- | --------- |
| 05 nov | 17:00 | Minas Náutico         | 3–0    | Cedesbra/UV               | 25–17 | 25–20 | 25–16 |       |       | 75–53 |           |
| 05 nov | 19:00 | América/Teófilo Otoni | 3–0    | Nova Geração/Pouso Alegre | 13–25 | 21–25 | 21–25 |       |       | 55–75 |           |

#### Disputa pelo 3º Lugar
| Data   | Hora  |             | Placar |                       | Set 1 | Set 2 | Set 3 | Set 4 | Set 5 | Total | Relatório |
| ------ | ----- | ----------- | ------ | --------------------- | ----- | ----- | ----- | ----- | ----- | ----- | --------- |
| 06 nov | 15:00 | Cedesbra/UV | 3–0    | América/Teófilo Otoni | 25–17 | 25–18 | 25–19 |       |       | 75–54 |           |

#### Final
| Data   | Hora  |               | Placar |                           | Set 1 | Set 2 | Set 3 | Set 4 | Set 5 | Total | Relatório |
| ------ | ----- | ------------- | ------ | ------------------------- | ----- | ----- | ----- | ----- | ----- | ----- | --------- |
| 06 nov | 17:00 | Minas Náutico | 3–0    | Nova Geração/Pouso Alegre | 25–22 | 25–21 | 25–22 |       |       | 75–65 |           |

### Sede Timbó
Grupo A
|     |                        |     | Jogos | Jogos | Jogos | Resultados | Resultados | Resultados | Resultados | Resultados | Resultados | Sets | Sets | Sets  | Pontos | Pontos | Pontos |
| Pos | Equipe                 | Pts | T     | V     | D     | 3–0        | 3–1        | 3–2        | 2–3        | 1–3        | 0–3        | V    | P    | R     | V      | P      | R      |
| --- | ---------------------- | --- | ----- | ----- | ----- | ---------- | ---------- | ---------- | ---------- | ---------- | ---------- | ---- | ---- | ----- | ------ | ------ | ------ |
| 1   | AA Metisa/Timbó Vôlei  | 6   | 2     | 2     | 0     | 2          | 0          | 0          | 0          | 0          | 0          | 6    | 0    | MAX   | 150    | 112    | 1.339  |
| 2   | Atiradores/Itajaí/FMEL | 3   | 2     | 1     | 1     | 0          | 1          | 0          | 0          | 0          | 1          | 3    | 4    | 0.750 | 153    | 163    | 0.939  |
| 3   | APAV/Canoas            | 0   | 2     | 0     | 2     | 0          | 0          | 0          | 0          | 1          | 1          | 1    | 6    | 0.167 | 145    | 173    | 0.838  |

| Data   | Hora  |                       | Placar |                        | Set 1 | Set 2 | Set 3 | Set 4 | Set 5 | Total | Relatório |
| ------ | ----- | --------------------- | ------ | ---------------------- | ----- | ----- | ----- | ----- | ----- | ----- | --------- |
| 03 nov | 20:00 | AA Metisa/Timbó Vôlei | 3–0    | Atiradores/Itajaí/FMEL | 25–19 | 25–16 | 25–20 |       |       | 75–55 |           |
| 04 nov | 20:00 | APAV/Canoas           | 1–3    | Atiradores/Itajaí/FMEL | 25–23 | 23–25 | 18–25 | 22–25 |       | 88–98 |           |
| 05 nov | 20:00 | AA Metisa/Timbó Vôlei | 3–0    | APAV/Canoas            | 25–17 | 25–22 | 25–18 |       |       | 75–57 |           |

Grupo B
|     |                          |     | Jogos | Jogos | Jogos | Resultados | Resultados | Resultados | Resultados | Resultados | Resultados | Sets | Sets | Sets  | Pontos | Pontos | Pontos |
| Pos | Equipe                   | Pts | T     | V     | D     | 3–0        | 3–1        | 3–2        | 2–3        | 1–3        | 0–3        | V    | P    | R     | V      | P      | R      |
| --- | ------------------------ | --- | ----- | ----- | ----- | ---------- | ---------- | ---------- | ---------- | ---------- | ---------- | ---- | ---- | ----- | ------ | ------ | ------ |
| 1   | AVP/Palmas               | 5   | 2     | 2     | 0     | 1          | 0          | 1          | 0          | 0          | 0          | 6    | 2    | 3,000 | 181    | 169    | 1.071  |
| 2   | Aprov/Chapecó            | 4   | 2     | 1     | 1     | 1          | 0          | 0          | 1          | 0          | 0          | 5    | 3    | 1.667 | 182    | 159    | 1.145  |
| 3   | ADC Terra Firme/São José | 0   | 2     | 0     | 2     | 0          | 0          | 0          | 0          | 0          | 2          | 0    | 6    | 0,000 | 115    | 150    | 0.767  |

| Data   | Hora  |                          | Placar |                          | Set 1 | Set 2 | Set 3 | Set 4 | Set 5 | Total   | Relatório |
| ------ | ----- | ------------------------ | ------ | ------------------------ | ----- | ----- | ----- | ----- | ----- | ------- | --------- |
| 03 nov | 18:00 | Aprov/Chapecó            | 2–3    | AVP/Palmas               | 19–25 | 25–21 | 25–18 | 25–27 | 13–15 | 107–106 |           |
| 04 nov | 18:00 | ADC Terra Firme/São José | 0–3    | AVP/Palmas               | 20–25 | 23–25 | 19–25 |       |       | 62–75   |           |
| 05 nov | 18:00 | Aprov/Chapecó            | 3–0    | ADC Terra Firme/São José | 25–10 | 25–21 | 25–22 |       |       | 75–53   |           |

#### Semifinal
| Data   | Hora  |                       | Placar |                        | Set 1 | Set 2 | Set 3 | Set 4 | Set 5 | Total   | Relatório |
| ------ | ----- | --------------------- | ------ | ---------------------- | ----- | ----- | ----- | ----- | ----- | ------- | --------- |
| 06 nov | 16:00 | AVP/Palmas            | 3–2    | Atiradores/Itajaí/FMEL | 25–15 | 25–27 | 23–25 | 25–22 | 15–9  | 113–98  |           |
| 06 nov | 18:00 | AA Metisa/Timbó Vôlei | 2–3    | Aprov/Chapecó          | 21–25 | 25–19 | 25–21 | 21–25 | 9–15  | 101–105 |           |

#### Final
| Data   | Hora  |            | Placar |               | Set 1 | Set 2 | Set 3 | Set 4 | Set 5 | Total   | Relatório |
| ------ | ----- | ---------- | ------ | ------------- | ----- | ----- | ----- | ----- | ----- | ------- | --------- |
| 07 nov | 16:00 | AVP/Palmas | 2–3    | Aprov/Chapecó | 25–20 | 23–25 | 25–13 | 21–25 | 19–21 | 113–104 |           |

## Equipes classificadas para a Superliga Série B 2022
As seguintes equipes conquistaram o direito ao acesso: 
| Equipe                      | Cidade         |
| --------------------------- | -------------- |
| Uberlândia Vôlei/Praia/Sada | Uberlândia     |
| Rede CUCA                   | Fortaleza      |
| Suzano Vôlei                | Suzano         |
| Minas Náutico               | Belo Horizonte |
| Aprov/Chapecó               | Chapecó        |